# Pas în doi
Pas în doi (sau Passo Doble) este un film românesc din 1985, regizat de Dan Pița. În film au fost distribuiți actorii Claudiu Bleonț, Petre Nicolae, Ecaterina Nazare și Anda Onesa. A intrat în concurs la a 37-a ediţie a Festivalului de Film de la Berlin, unde a primit o mențiune de onoare.

## Rezumat
Filmul este o poveste de dragoste despre un rebel cu o cauză, un rebel care nu se poate decide între o dragoste nevinovată pasională și o dragoste liniștită, cuminte, docilă.

## Distribuție
- Claudiu Bleonț — Mihai Rotariu, muncitor strungar (menționat Claudiu Bleontz)[2]
- Petre Nicolae — Gheorghe (Ghiță) Țenea, muncitor strungar, prietenul lui Mihai
- Ecaterina Nazare — Maria Chirvase, muncitoare vopsitoare, iubita lui Ghiță
- Anda Onesa — Monica, studentă la Facultatea de Farmacie, iubita lui Mihai
- Mircea Andreescu — meșterul Anton, maistru strungar
- Valentin Popescu — Iulian Firică, magazioner
- Aurora Leonte — Felicia, muncitoare, viitoarea soție a lui Dodo
- Adrian Titieni — Dodo, muncitorul strungar cu ochelari
- Tudorel Filimon — Bob, muncitor strungar
- Cornel Revent — Pricop, tatăl Monicăi
- Camelia Maxim — Cristina, prietena Mariei
- Lucreția Maier — Eleonora, mama Monicăi
- Virgil Andriescu — Virgil, muncitor miner, fratele mai mare al Mariei
- Christian Maurer — directorul uzinei I.A.P.T.
- Dan Bădărău
- Mircea Constantinescu
- Cătălina Murgea
- Ligia Dumitrescu
- Romeo Pop — muncitor strungar
- Miruna Birău
- Alexandru Mihai
- Eduard Marinescu
- Claudiu Istodor — pictorul, amantul soției lui Bob
- Iulia Boroș
- Estera Neacșu
- Aurelian Burtea
- Nicolae Vîrtan
- Ion Neacșu
- Manuela Ciucur — soția lui Bob
- Ruxandra Bucescu
- Maria Morariu
- Monica Gagiu-Modreanu
- Diana Giubernea

## Primire
Filmul a fost vizionat de 2.435.731 de spectatori în cinematografele din România, după cum atestă o situație a numărului de spectatori înregistrat de filmele românești de la data premierei și până la data de 31 decembrie 2014 alcătuită de Centrul Național al Cinematografiei.